# Pseudopanax crassifolius
Pseudopanax crassifolius är en araliaväxtart som först beskrevs av Daniel Carl Solander och Allan Cunningham, och fick sitt nu gällande namn av Karl Heinrich Koch. Pseudopanax crassifolius ingår i släktet Pseudopanax och familjen araliaväxter. Inga underarter finns listade.

## Bildgalleri

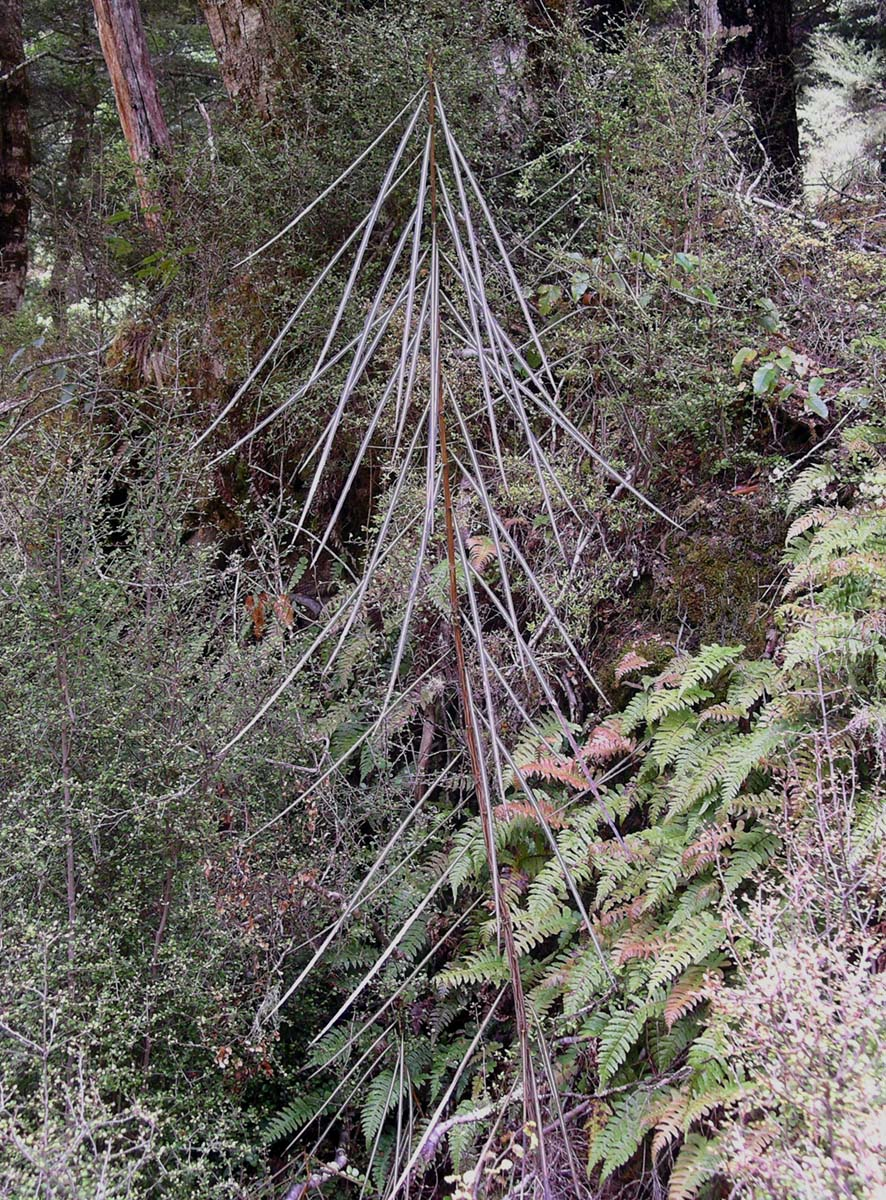